# Tung Chung (MTR)
Tung Chung (traditioneel: 東涌) is een metrostation van de Metro van Hongkong. Het is de eindhalte van de Tung Chung Line. 